# دومينيك سميث (لاعب كرة قدم)
دومينيك سميث (بالإنجليزية: Dominic Smith)‏ (9 فبراير 1996 في المملكة المتحدة - ) هو لاعب كرة قدم بريطاني في مركز الدفاع. شارك مع منتخب ويلز تحت 19 سنة لكرة القدم ومنتخب ويلز تحت 21 سنة لكرة القدم. أما مع النوادي، فقد لعب مع شروزبري تاون ونادي تاموورث.

## وصلات خارجية
- دومينيك سميث على موقع قاعدة بيانات كرة القدم.إي يو (الإنجليزية)
- دومينيك سميث على موقع Soccerbase.com (لاعب) (الإنجليزية)
- دومينيك سميث على موقع Soccerway.com (الإنجليزية)